# Nghiện benzodiazepine
Nghiện benzodiazepine, hay phụ thuộc benzodiazepine (tiếng Anh: Benzodiazepine dependence hoặc benzodiazepine addiction) là một loạt các hành vi tiếp tục sử dụng benzodiazepine bất chấp những tác dụng có hại, và cách sử dụng benzodiazepine không đúng quy định, theo DSM-IV. Tuy nhiên, việc liên tục sử dụng dường như liên quan đến việc tránh phản ứng cai nghiện khó chịu hơn là những tác dụng dễ chịu của thuốc. Nghiện benzodiazepine phát triển khi sử dụng lâu dài, thậm chí ở liều lượng cho phép, mà không có hành vi phụ thuộc như miêu tả.
Khi ngừng dùng benzodiazepine, các thích ứng thần kinh bị lộ ra dẫn đến sự kích hoạt nhanh của hệ thần kinh và xuất hiện các triệu chứng cai nghiện. Tuy nhiên, một số tác giả không đồng tình và thấy rằng benzodiazepine vẫn giữ được tính giảm lo âu của chúng. Chữa trị bằng benzodiazepine lâu dài có thể vẫn cần thiết trong một số điều kiện lâm sàng nhất định. Các dữ liệu từ DAWN và TEDS cho thấy rõ việc lạm dụng thuốc an thần/thuốc ngủ ngày càng tăng và gây ra nhiều mối lo ngại.